# دودلدورف
دودلدورف (به آلمانی: Dudeldorf) یک شهر در آلمان است که در بیتبورگ-پروم واقع شده‌است.